# باشگاه فوتبال پینار دل ریو
باشگاه فوتبال پینار دل ریو یک تیم فوتبال حرفه‌ای کوبایی است که در لیگ ملی فوتبال کوبا بازی می‌کند و نماینده استان پینار دل ریو است. آنها بازی‌های خانگی خود را در ورزشگاه کاپیتان سن لوئیس در پینار دل ریو انجام می‌دهند.

## تاریخچه
این تیم ۷ عنوان لیگ را به دست آورد، و در سال ۲۰۱۴ از لیگ ملی فوتبال کوبا سقوط کرد.

## افتخارات
- لیگ ملی کوبا: ۷ قهرمانی[۳]
- جام قهرمانان کونکاکاف: ۲ نایب قهرمانی[۴][۵]